# Награда „Иларион Руварац”
Награда „Иларион Руварац” додељује се за најбољу књигу из историје српског народа или из опште историје објављену у протеклој години на српском језику.

## О Награди
Награду је 2015. установила Матица српска, која је додељује уз помоћ Градске управе за културу Града Новог Сада. Уручење Награде организује се у Свечаној сали Матице српске.
Жири ради у петочланом саставу. Председници Жирија били су: академик Љубомир Максимовић (за 2014‒2017) и проф. др Мира Радојевић (за 2018‒2021), а чланови у разним саставима: проф. др Љубомирка Кркљуш, др Драган Богетић, проф. др Војин Дабић, проф. др Ђорђе Ђурић, проф. др Ђорђе Бубало, др Александар Фотић, др Радомир Поповић, проф. др Бранко Бешлин, проф. др Смиља Марјановић Душанић и др Љубодраг Ристић. 

## Добитници
- за 2014 — др Мира Радојевић и академик Љубодраг Димић, за књигу Србија у Великом рату: 1914–1918: кратка историја, Српска књижевна задруга, Београд 2014.[1]
- за 2015 — др Милош Ковић, за књигу Срби 1903‒1914: Историја идеја, „Clio”, Београд 2015.[2]
- за 2016 — није додељена.[3]
- за 2017 — др Смиља Марјановић Душанић, за књигу Свето и пропадљиво, „Clio”, Београд 2017.[4]
- за 2017 — др Мирослав Павловић, за књигу Смедеревски санџак 1739‒1788, Матица српска, Нови Сад 2017.
- за 2018 — др Миомир Гаталовић, за књигу Бурна времена. Косово и Метохија у државној политици Југославије 1966‒1969, Институт за савремену историју, Београд 2018.[5]
- за 2019 — др Небојша Порчић и др Невен Исаиловић, за књигу Документи владара средњовековне Србије и Босне у венецијанским збиркама, Архив Србије, Београд 2019.[6]
- за 2020 — др Јелена Илић Мандић, за књигу Банатска војна крајина (1764‒1800), Историјски институт Београд, 2020.[7]
- за 2021 — др Игор Вукадиновић, за књигу Аутономија Косова и Метохије у Србији (1945‒1969), Српска академија наука и уметности, Балканолошки институт, Београд, 2021.[8]